# Interiér

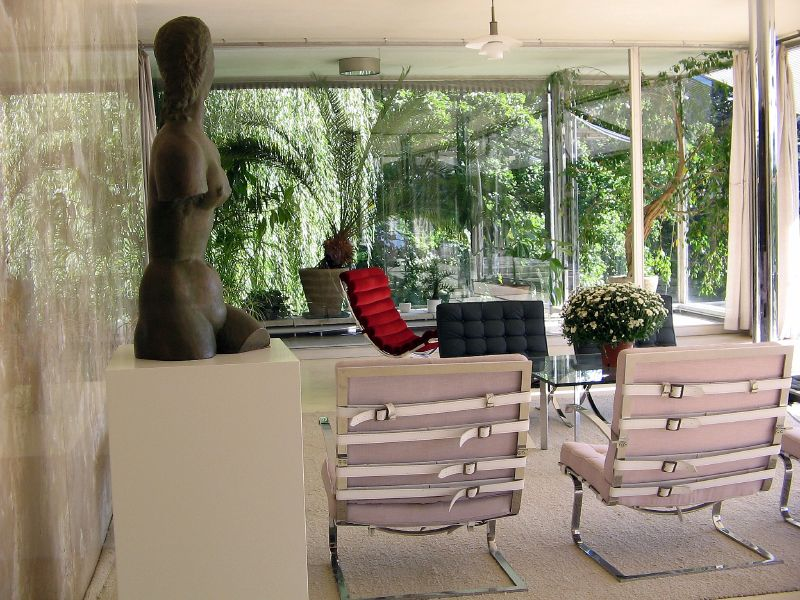
Interiér vily Tugendhat, světové kulturní dědictví UNESCO

Interiér označuje vnitřní prostor nějakého objektu, nejčastěji stavby. Vnější prostory se nazývají exteriér. 

## Charakteristika
Interiér stavby je obvykle vymezen podlahou (pohyb osob, nábytek či jiné interiérové vybavení), stěnami (vnější stěny jsou obvykle prolomeny okny a vstupními dveřmi, vnitřní stěny či příčky jsou obvykle vybaveny dveřmi; na stěnách mohou být v interiéru upevněny součásti nábytku, ale často též dekorativní či symbolické předměty) a stropy či klenbami (na těch jsou často upevněna či zavěšena osvětlovací tělesa, svítidla). Pro interiér jsou typické zejména estetické požadavky, které řeší interiérový design. Funkčnost interiéru zabezpečuje vnitřní technické vybavení (instalace, zdravotechnika, ...) a mobiliář.